# Berkaber
Berkaber – wieś w Armenii, w prowincji Tawusz. W 2011 roku liczyła 465 mieszkańców.